# The Thrill of It All (Sam Smith)
The Thrill of It All is het tweede studioalbum van de Britse singer-songwriter Sam Smith. Het werd op 3 november 2017 door Capitol Records uitgebracht.
Het album bevat vier singles; Too Good at Goodbyes, One Last Song, Pray en Baby, You Make Me Crazy. Smith heeft het album gepromoot tijdens de wereldtournee The Thrill of It All Tour.
In Nederland kwam het album op nummer één van de Album Top 100 en op plek 48 van Album Top 100 van 2017. Ook werd het album platina gecertificeerd. In België kwam het album op nummer één in Vlaanderen en 11 in Wallonië.

## Tracklist
Standard edition
| Nr. | Titel                        | Duur |
| --- | ---------------------------- | ---- |
| 1.  | "Too Good at Goodbyes"       | 3:21 |
| 2.  | "Say It First"               | 4:07 |
| 3.  | "One Last Song"              | 3:12 |
| 4.  | "Midnight Train"             | 3:27 |
| 5.  | "Burning"                    | 3:23 |
| 6.  | "Him"                        | 3:10 |
| 7.  | "Baby, You Make Me Crazy"    | 3:27 |
| 8.  | "No Peace" (featuring Yebba) | 4:43 |
| 9.  | "Palace"                     | 3:07 |
| 10. | "Pray"                       | 3:41 |

Special edition bonus tracks
| Nr. | Titel                  | Duur |
| --- | ---------------------- | ---- |
| 11. | "Nothing Left for You" | 3:46 |
| 12. | "The Thrill of It All" | 3:28 |
| 13. | "Scars"                | 3:03 |
| 14. | "One Day at a Time"    | 3:29 |

Target and Japanese bonus tracks
| Nr. | Titel                | Duur |
| --- | -------------------- | ---- |
| 15. | "Leader of the Pack" | 2:38 |
| 16. | "Blind Eye"          | 1:48 |